# 羽黒山有料道路
羽黒山有料道路（はぐろさんゆうりょうどうろ）、羽黒山自動車道（はぐろさんじどうしゃどう）は、山形県鶴岡市にある一般自動車道事業による有料道路。庄内交通が運営している。羽黒山山頂の出羽神社（出羽三山神社）の裏参道として参詣・観光に利用される。通称ドライブウェイ羽黒山。

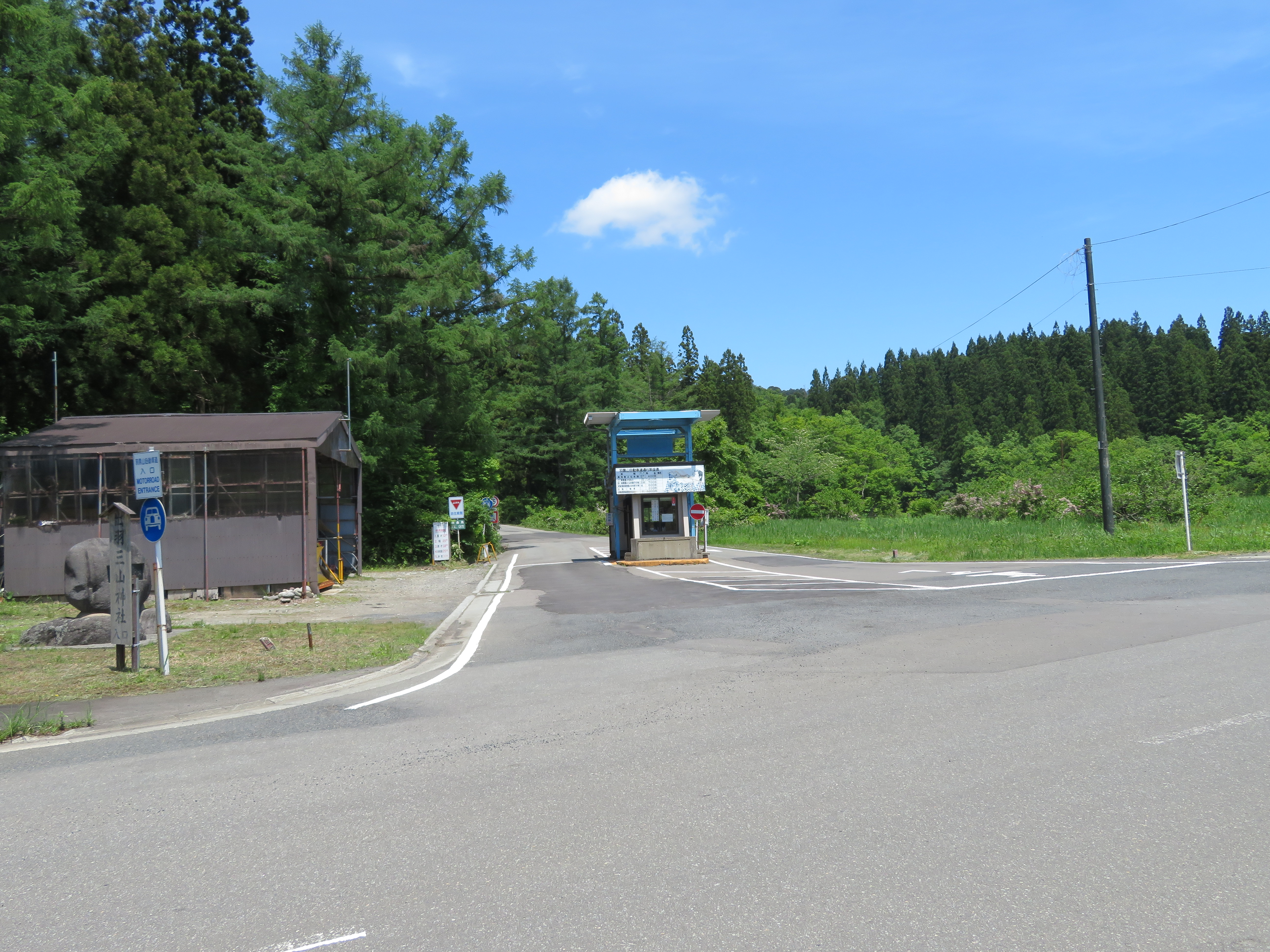
料金所付近

## 概要
- 路線名：羽黒山自動車道[1]
- 総延長：2.0Km[1]
- 起点：山形県鶴岡市羽黒町手向字羽黒山8
- 終点：山形県鶴岡市羽黒町手向字羽黒山33（出羽神社）
- 冬季閉鎖期間：なし
- 道路規格：
- 料金所の箇所：1箇所 - 所在地：山形県鶴岡市羽黒町手向字羽黒山8[1]
- 道路管理者：庄内交通

## 接続道路
- 山形県道45号立川羽黒山線 （鶴岡市羽黒町手向字羽黒山8）
- 山形県道47号鶴岡羽黒線（同上）
- 山形県道211号月山公園線 （同上）

## 通行料金
往復料金
- 大特車：1400円
- 大型車：1000円
- 普通車(下記以外）：600円
  - 3・5ナンバー:400円
  - 障害者割引：200円
- 二輪車：200円

## 沿革
- 1955年（昭和30年）9月15日 - 開通式挙行[2]